# 강민정 (정치인)
강민정(姜旼姃, 1961년 4월 26일~)은 대한민국의 교사 출신 정치인으로, 제21대 국회의원이다.

## 학력
- 1977~1980: 성신여자고등학교 졸업
- 1980~1991: 서울대학교 역사교육학 학사

## 경력
- 2005.01~2007.01: 전국교직원노동조합 서울북부지회 지회장
- 2011.03~2016.02: 북서울중학교 혁신부장
- 2015.03~2017.02: 서울특별시교육청 혁신교육지구 정책연구교사
- 2016.01~: 징검다리교육공동체 상임이사
- 2017.08~2019.08: 교육부 교육자치정책협의회 위원
- 2018.05~2018.06: 제7회 전국동시지방선거 서울특별시 교육감 조희연 후보 공동선거대책위원회 상임선거대책위원장
- 2018.06~2019.06: 교육부 민주시민교육자문위원회 위원
- 2019.05~: 서울특별시교육청 혁신학교운영위원회 위원장
- 2020.05~2021.01: 열린민주당 최고위원
- 2021.01~2022.01: 열린민주당 원내대표
- 2022.03~2023.05: 더불어민주당 원내부대표(소통)

### 의정 활동
- 2020.05~2024.05: 제21대 국회의원(비례대표, 열린민주당→더불어민주당)
  - 2020.06~2022.05: 제21대 국회 전반기 교육위원회 위원
  - 2021.01~2022.05: 제21대 국회 전반기 국회운영위원회 위원
  - 2021.07~2022.05: 제21대 국회 전반기 예산결산특별위원회 위원
  - 2022.07~2022.08: 제21대 국회 중앙선거관리위원회 위원(남래진) 선출에 관한 인사청문특별위원회 위원
  - 2022.07~2023.05: 제21대 국회 후반기 국회운영위원회 위원
  - 2022.07~2024.05: 제21대 국회 후반기 교육위원회 위원
  - 2022.11~2023.05: 제21대 국회 후반기 예산결산특별위원회 위원
  - 2023.06~2023.07: 제21대 국회 후반기 여성가족위원회 위원
  - 2023.06~2023.07: 제21대 국회 대법관(권영준·서경환) 임명동의에 관한 인사청문특별위원회 위원
  - 2023.10~2023.11: 제21대 국회 헌법재판소장(이종석) 임명동의에 관한 인사청문 특별위원회 위원
  - 2024.02~2024.02: 제21대 국회 대법관(신숙희·엄상필) 임명동의에 관한 인사청문 특별위원회 위원

## 전과
- 집회및시위에관한법률위반: 징역 1년 - 1983년 12월 28일 선고[1]

## 역대 선거 결과
| 실시년도 | 선거  | 대수 | 직책     | 선거구   | 정당       | 득표수      | 득표율         | 순위         | 당락 | 비고 |
| -------- | ----- | ---- | -------- | -------- | ---------- | ----------- | -------------- | ------------ | ---- | ---- |
| 2020년   | 총선  | 21대 | 국회의원 | 비례대표 | 열린민주당 | 1,512,763표 | \| \| 5.42% \| | 비례대표 3번 |      | 초선 |
|          | 5.42% |      |          |          |            |             |                |              |      |      |

## 같이 보기
- 대한민국 제21대 국회의원 선거 열린민주당 후보 목록#비례대표